# Nikollë Ivanaj
 Nikollë Ivanaj, född 1879, död 23 november 1951 i Tirana i Albanien, var en albansk förläggare och författare. 
Ivanaj föddes 1879 och tillhörde trieshistammen. Från 1905 till 1908 var han redaktör för tidningen Shpnesa e Shqypnisë som publicerades i Dubrovnik, Trieste och Rom. Han var en av ledarna för den albanska nationella kommittén som grundades i Podgorica i början av 1910-talet. Ivanaj var också en av deltagarna vid den albanska kongressen i Triest 1913.